# Lublaňské bažiny
Lublaňské bažiny (slovinsky Ljubljansko barje) se nacházejí jižně od Lublaně, hlavního města Slovinska, a jsou největším močálem v zemi. Zaujímají plochu 163 km2 neboli 0,8 % území Slovinska. Oblast je spravována občinami Borovnica, Brezovica, Lublaň, Ig, Log-Dragomer, Škofljica a Vrhnika.

## Biodiverzita
Lublaňské bažiny jsou místem velké biologické rozmanitosti. Od roku 2008 je hlavní část Lublaňských bažin o rozloze 135 km² chráněna jako chráněná krajinná oblast (Krajinski park). Nejzachovalejší části byly již dříve chráněny jako přírodní rezervace a přírodní památky. 

## Dějiny
Lublaňské bažiny byly obývány již v prehistorických dobách, kdy se jednalo o mělké jezero. K nejvýznamnějším archeologickým nálezům z bažin patří prehistorická kůlová obydlí a nejstarší dřevěné kolo na světě . Od roku 2011 je areál kůlových obydlí poblíž Ig chráněn jako památka UNESCO.
Práce na první cestě přes bažinu, spojující Lublaň a Studenec (nyní Ig) byly zahájeny v 1825 a dokončeny v 1827. Práce probíhala za primátora Johanna Nepomuka Hradzkého (1775–1846) a zemského hejtmana Barona Josefa Camillo von Schmidburg (1779–1846). Císař František I. Rakouský a císařovna Karolína Augusta Bavorská provedli v roce 1830 inspekci silnice a v roce 1833 byl postaven pomník.
Bažiny zahrnují množství vesnic, které patří do města Lublaň: Ilovica, Volar, Pri Strahu, Pri Maranzu, Kožuh a Havptmance (ze severu na jih). Ilovica byla osídlena poměrně pozdě, počínaje rokem 1838, a do roku 1860 měla pouze šest farem. Volar leží mezi Iščica a Ljubljanice řek a byl osídlen po roce 1830, kdy byl také oficiálně označen Karolinska Zemlja (německy Karolinengrund), doslova „Karolínina země“, na počest Karolíny Augusty Bavorské. Kožuh leží dále na jih a Havptmance východně od Kožuhu. Havptmance byl již zmíněn jako místo v 18. století a byl osídlen v 70. letech 19. století, kdy těžba rašeliny byla hlavní ekonomickou aktivitou. Jméno Havptmance pravděpodobně se odkazuje na skutečnost, že provinční guvernér (německy Landeshauptmann) měl v této oblasti své lovecké revíry. 

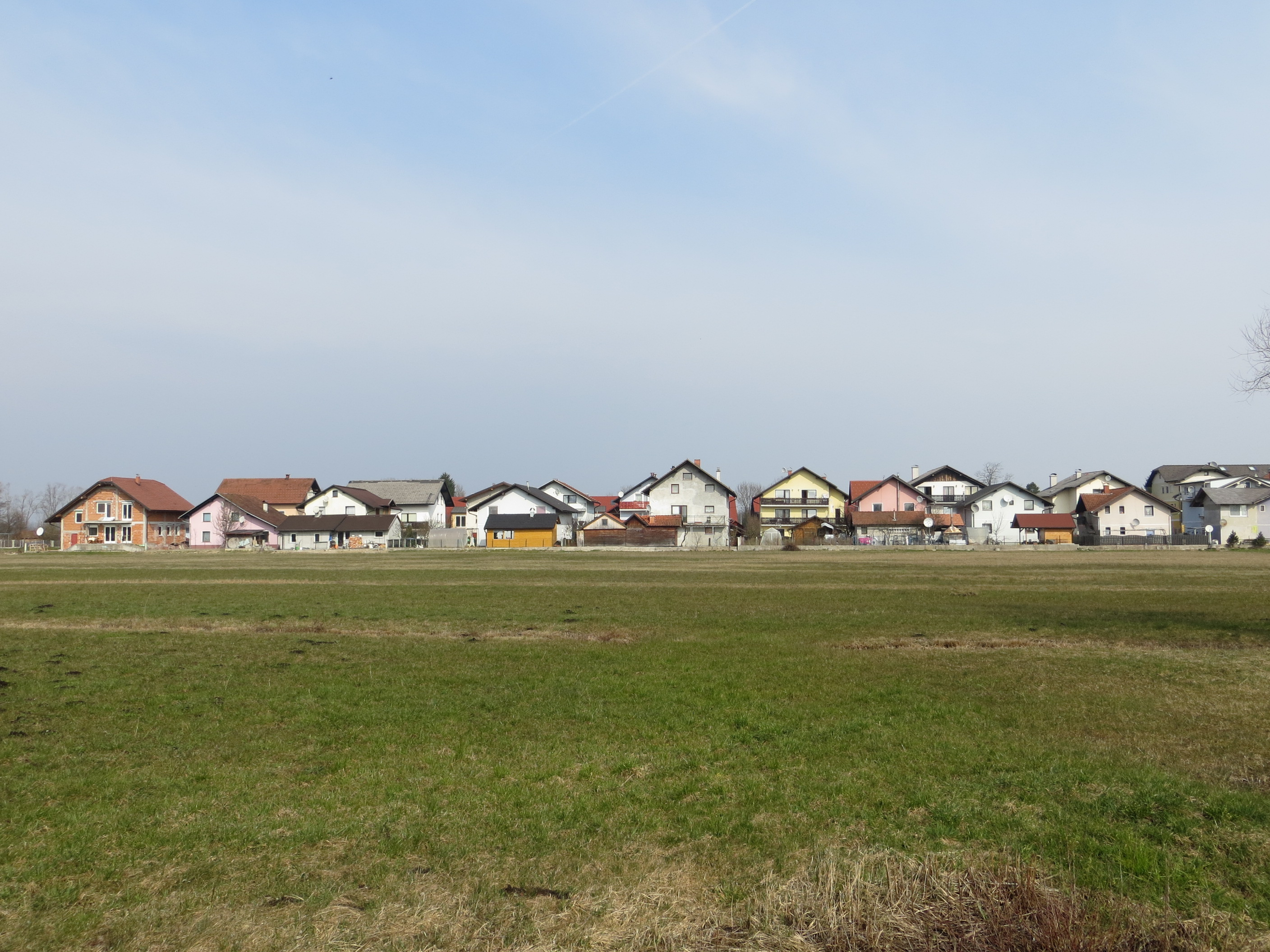
Kožuh
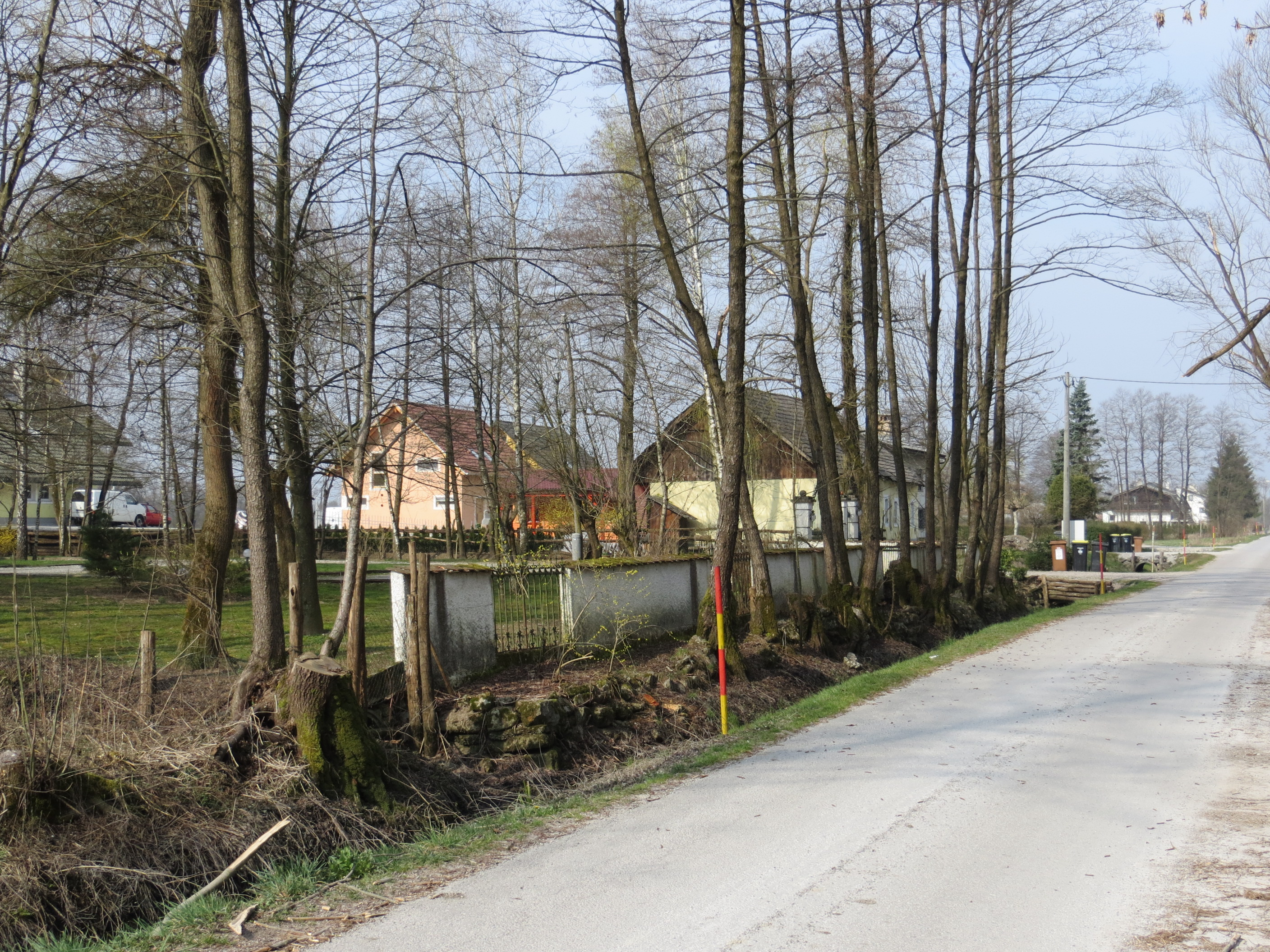
Havptmance

## Rekreace a turistika

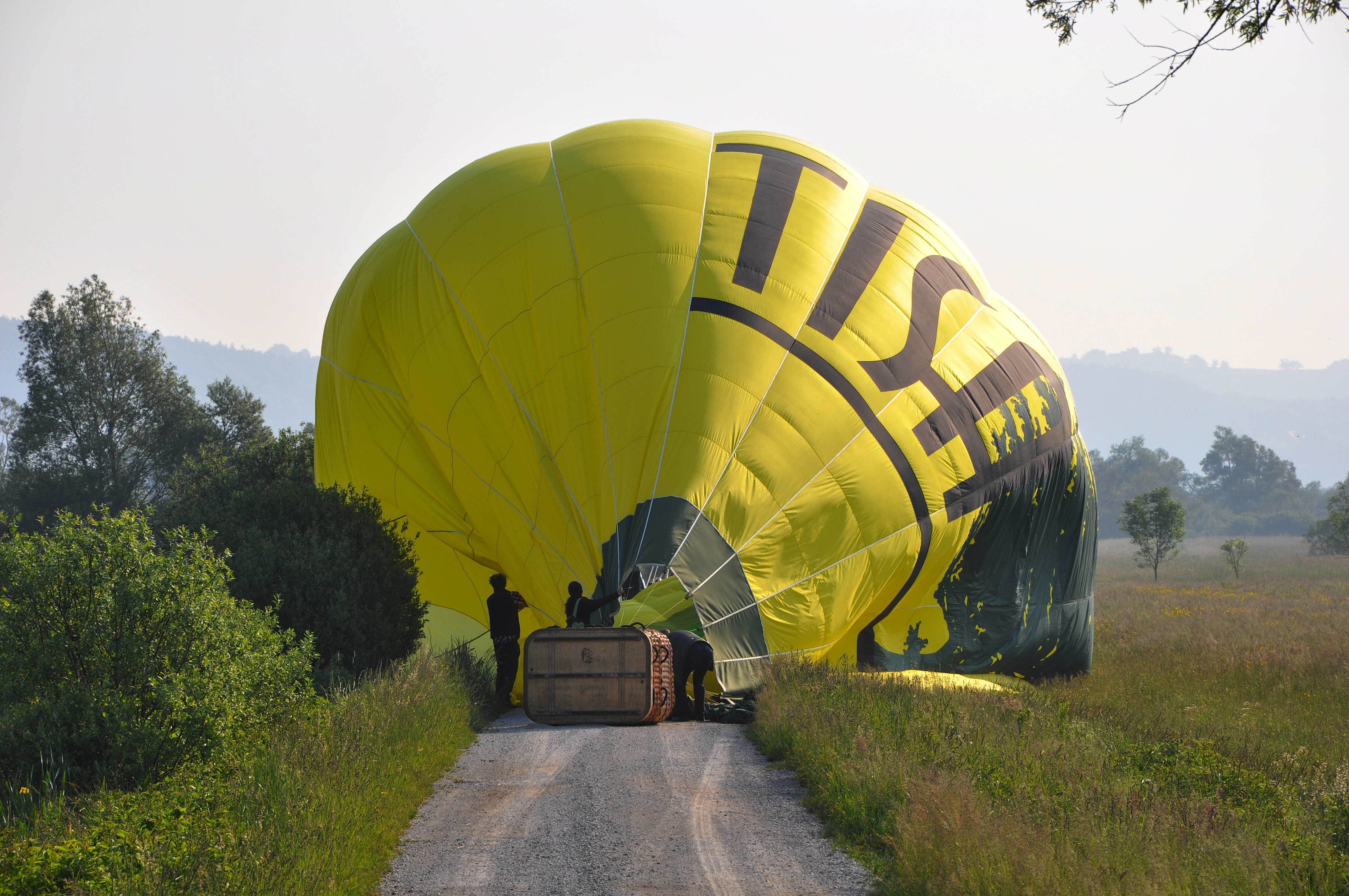
Přistání balónu

Lublaňské bažiny jsou velmi populární mezi balonisty.